# Fomitopsis pinicola
Fomitopsis pinicola — це гриб гниття деревини, поширений на хвойних і листяних деревах. Його плодове тіло відоме як червонопоясий конк. Вид розповсюджений у помірній зоні Європи та Азії. Це гнильний гриб, який здатний зашкодити екосистемі прибережних тропічних лісів. Він впливає на уклад насаджень і сукцесію в помірних тропічних лісах, виконує важливе призначення кругообігу поживних речовин у лісах. А також, він основний виробник залишків бурої гнилі, які є складовими ґрунту в екосистемах хвойних лісів. Вважається, що гриби мають значну антиоксидантну дію.

## Опис
Шапка копитоподібна або трикутна, іноді поличкоподібна. Гриб твердий і міцний, його розміри можуть сягати 30 см в поперечнику і 15 см завтовшки. Його поверхня більш-менш гладка. Ближче до краю стає оранжево-жовтим з білою облямівкою, до центру — від темно-черватого до коричневого, часто з оранжевим краєм. Поверхня пор забарвлена від блідо-жовтого до шкіряно-коричневого кольору, 3–4 пори на мм. Густо росте на живих і мертвих хвойних або (рідше) листяних деревах. Спори блідо-жовті, гладкі. Вид також росте у вигляді шару трубок на дні впалої деревини.
Плодове тіло Fomitopsis pinicola називається конк. Це дерев'янисте, шишковидне плодове тіло з порами, вистеленими базидіями з нижнього боку. Як і в інших багатопорових, плодове тіло є багаторічним, з новим шаром пор, що утворюється щороку на старих порах. У молодості пори білуваті, а з віком стають дещо коричневими. Цей гриб неїстівний через його деревну структуру, але він корисний як трут. Базидіокарпій гриба використовується в медицині в Азії.
Зараз вирізняють декілька відмінних видів, які раніше класифікувалися як F. pinicola. Дослідження ДНК підтверджує поділ F. pinicola на три групи: F. pinicola, F. mounceae та F. schrenkii. Fomitopsis pinicola зустрічається в Європі та Азії, Fomitopsis mounceae — на східному, західному узбережжі США та на середньому заході США, а F. schrenkii — на значних висотах на широті Скелястих гір, від Канади до центру Мексики.

### Подібні види
Подібні види охоплюють Ganoderma lucidum, Laricifomes officinalis і Heterobasidion annosum.

## Ознаки загнивання стебла
Більшість гниття стовбура (ядрова гниль) у зрілих лісах, яке є наслідком цього грибка, не перешкоджає нормальному росту та фізіологічним процесам живих дерев, оскільки провідні тканини рослин не уражаються. Наслідки гниття визначають як буру гниль, яка переважно руйнує целюлозу в насадженнях. Спочатку, гниття деревини виглядає як зміна кольору від жовтуватого до коричневого, а розвинена стадія виглядає як коричневе та розсипчасте роздроблення на кубічні частини. Деревина, уражена цим грибком, здатна стати більш крихкою та може зламатися під час сильного вітру, і її не можна використовувати для виробництва целюлози. На мертвих деревах грибок уражає заболонь, а потім просувається до серцевини.
Плодові тіла гриба утворюють велику кількість базидокарпіїв і базидіоспор, які, здебільшого, розповсюджуються в повітряних потоках і проростають після доторку з деревиною чи іншими субстратами, але насправді занепад деревини відбувається через ниткоподібну вегетативну частину гриба, всередині дерева. Гриб може з'явитися будь-де на коренях або стеблі, але найчастіше він виникає на стовбурі, де рани сприяють зараженню.

## Галерея

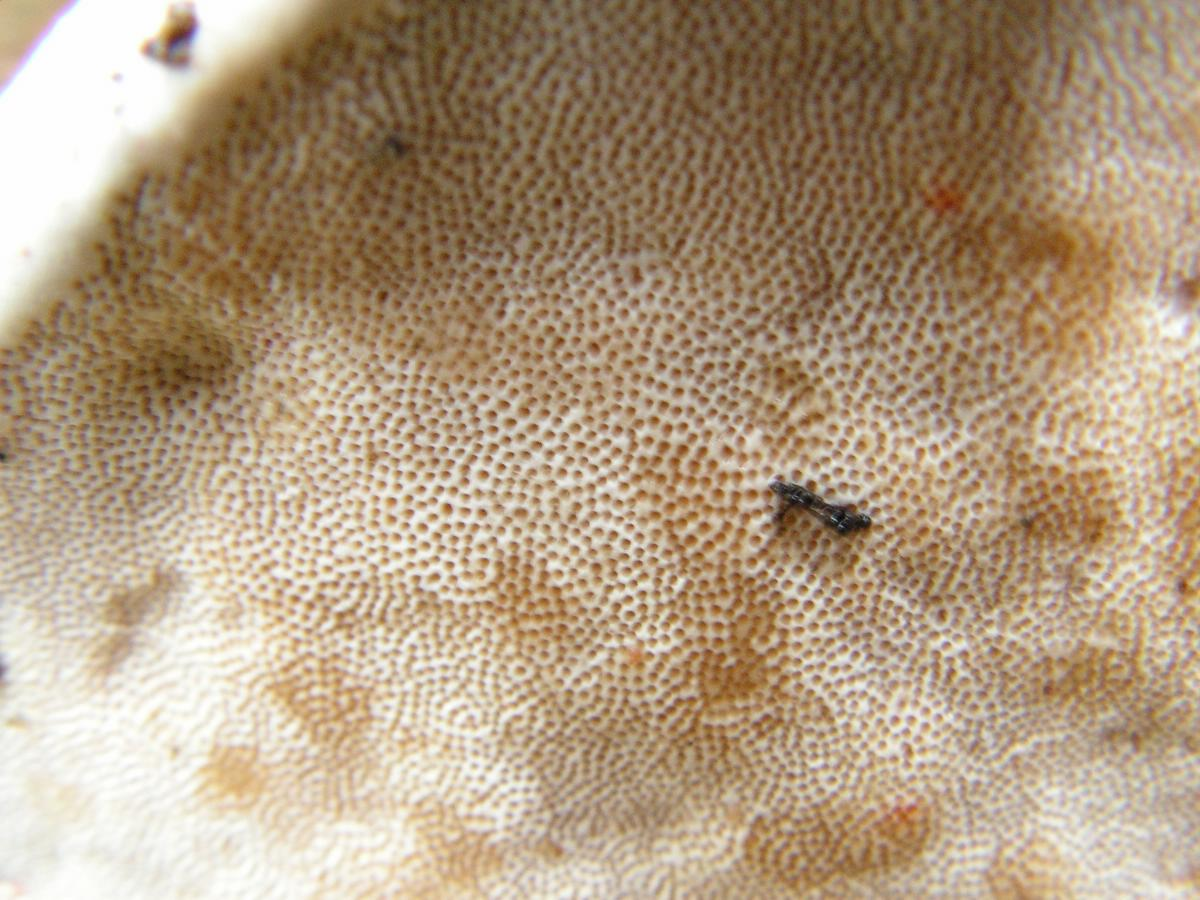
Нижній бік конка з типовими круглими порами.
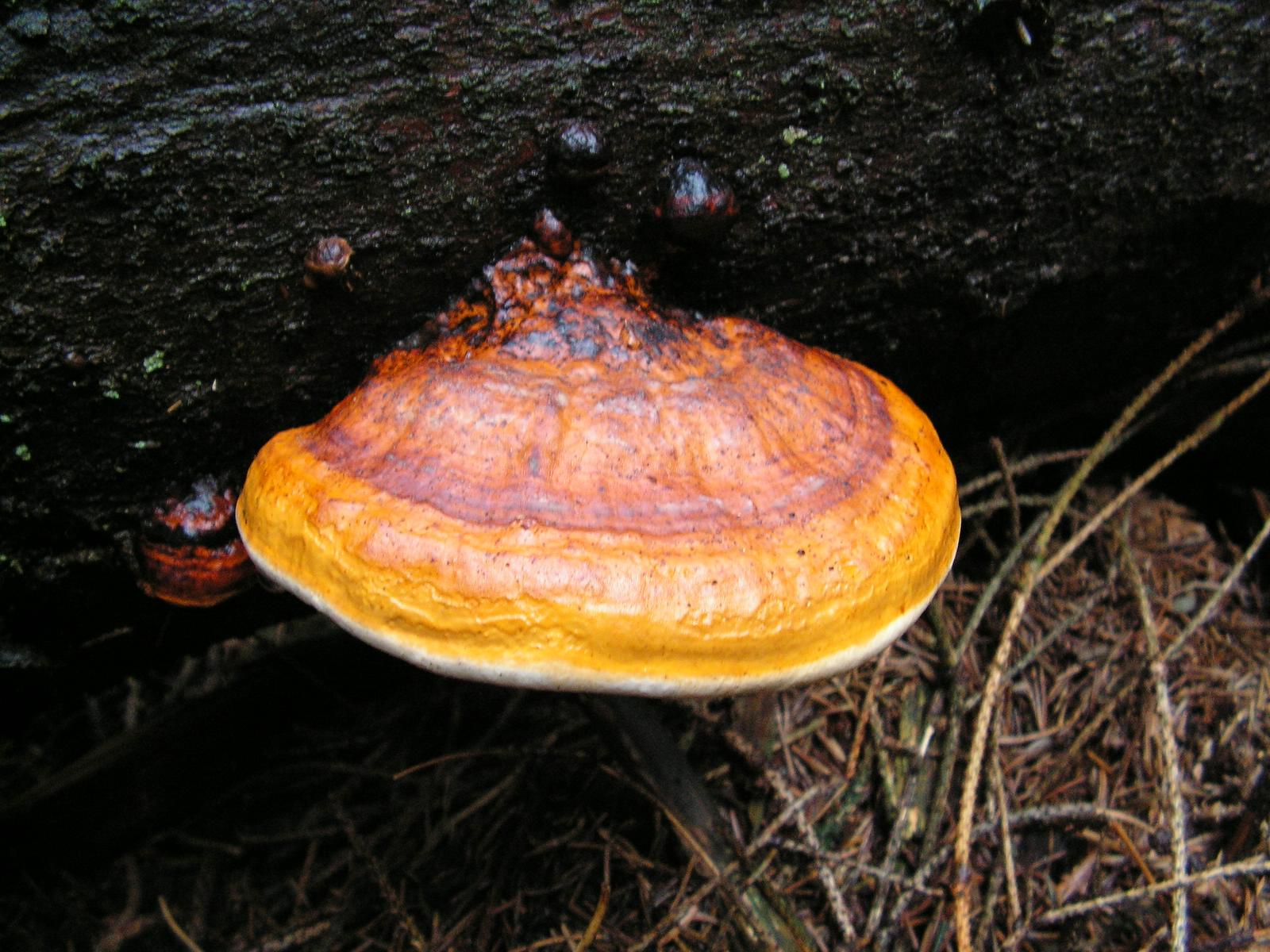
Такі молоді примірники часто мають більш помаранчевий колір.
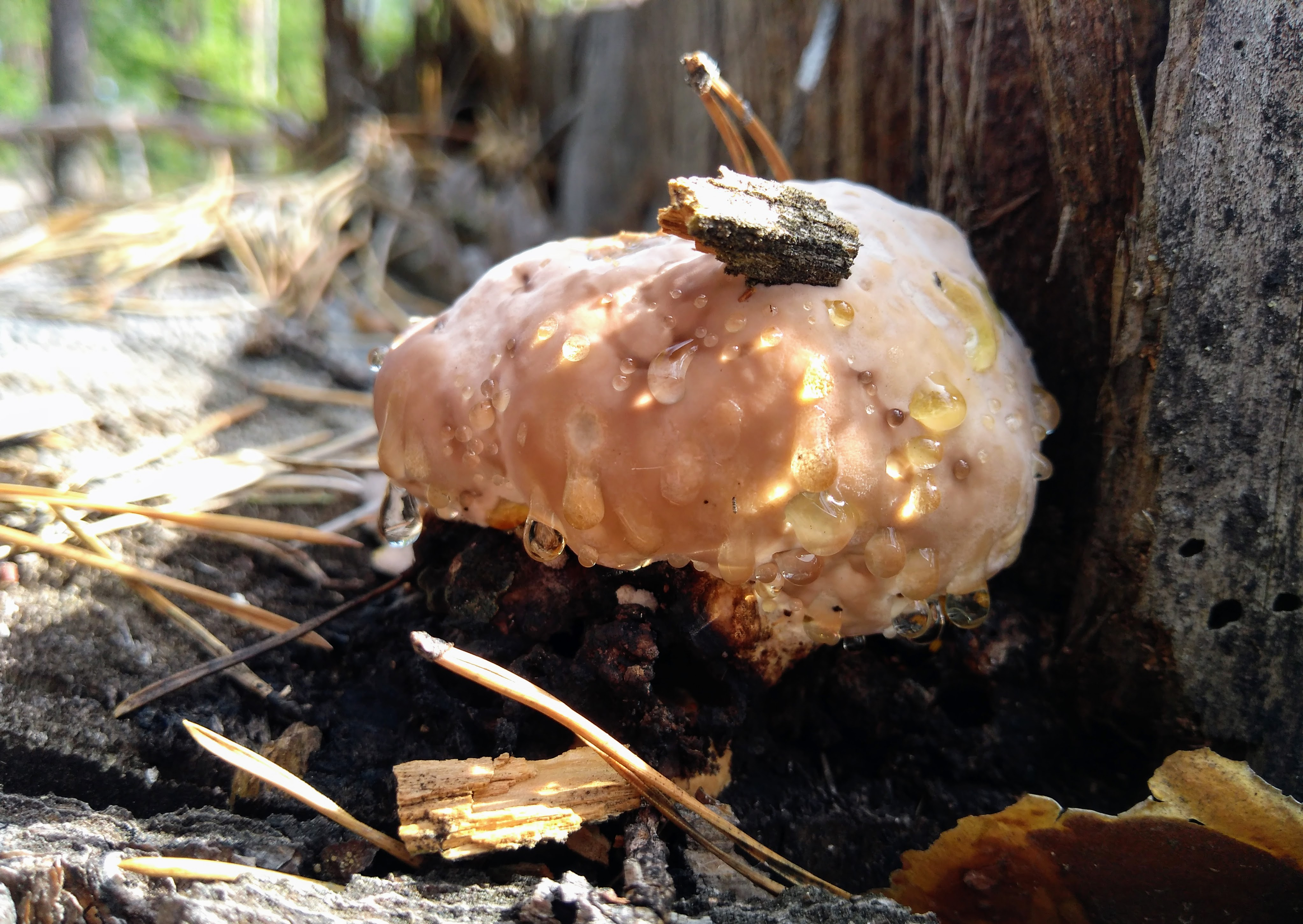
Явище гутації на Fomitopsis pinicola
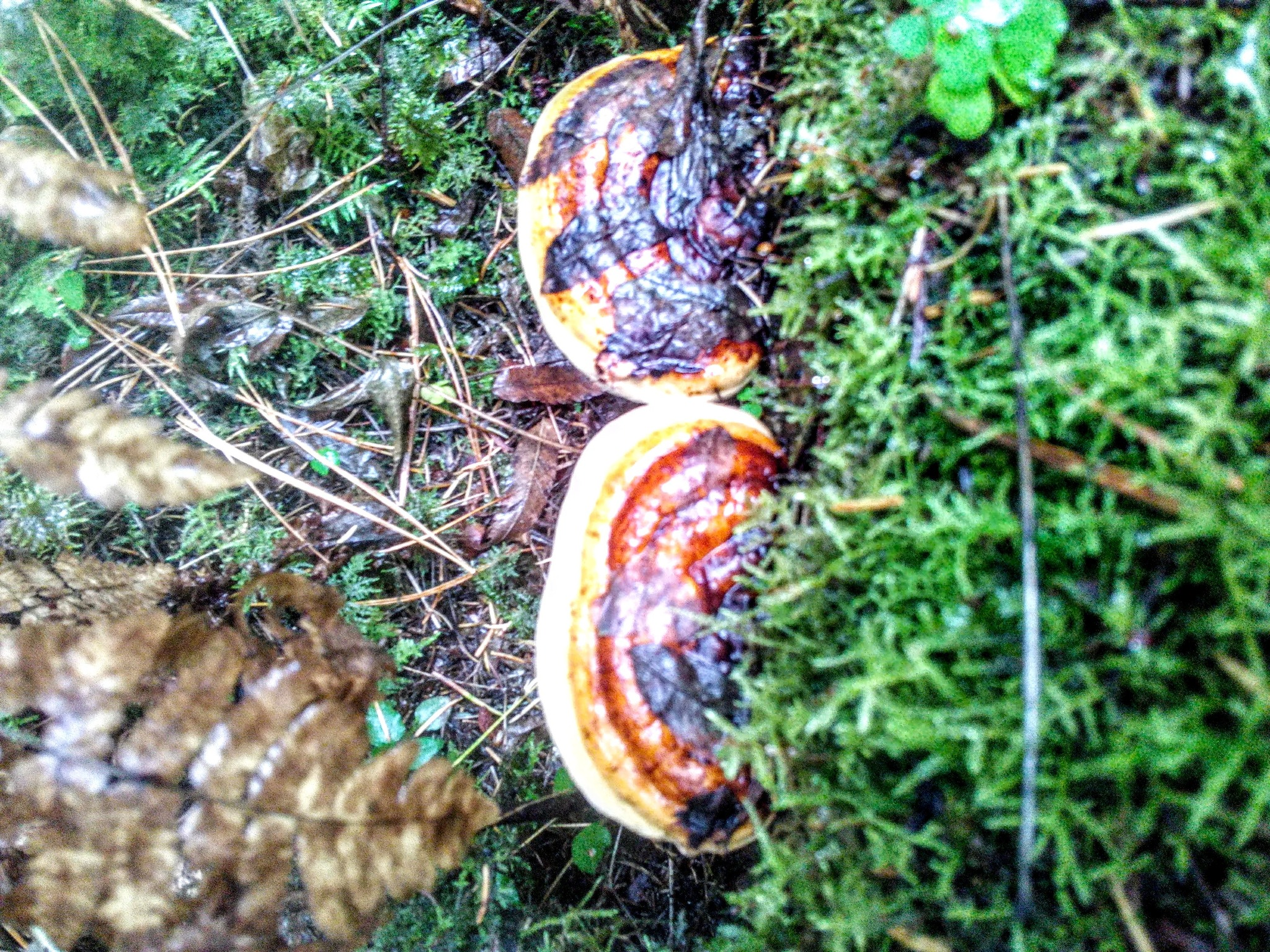
Два гриба